# Juan Zanotto
Juan Zanotto (conosciuto con lo pseudonimo Vanni; Cuceglio, 26 settembre 1935 – Buenos Aires, 13 aprile 2005) è stato un fumettista argentino.
Di origine italiana, Juan Zanotto, è celebre soprattutto per le sue storie di fantascienza, sebbene abbia spaziato in più generi.

## Biografia
Nato a Cuceglio in provincia di Torino nel 1935, Zanotto andò a vivere in Argentina nel 1948 con la famiglia all'età di 13 anni, a Villa Pueyrredón. La sua formazione artistica avvenne alla Escuela norteamericana de arte (poi trasformatasi in Escuela panamericana de arte).
Nel 1953 cominciò a lavorare nel campo dei fumetti per la Editorial Codex, inizialmente rielaborando tavole altrui e poi disegnando soprattutto western. La sua prima opera importante è del 1955, Ric de la Frontera, a cui seguì l'anno successivo El Mundo del Hombre Rojo, entrambe su testi di Alfredo Grassi. Il successo e la qualità di questi fumetti gli consentirono di entrare a far parte dello staff di Frontera, la rivista diretta e pubblicata da H.G. Oesterheld con la sua Editorial Frontera, per la quale realizzò copertine e storie brevi autoconclusive. La rivista e la casa editrice erano già in declino all'epoca e chiusero. Così Zanotto a cavallo tra gli anni sessanta e settanta disegnò molti fumetti di guerra per la casa editrice e di distribuzione britannica Fleetway. Nel 1965 diventò anche direttore artistico della Codex, per cui continuò a realizzare copertine e illustrazioni.
Dal 1974 divenne direttore artistico e talent-scout per la Ediciones Record, per la quale fu responsabile anche della formazione dei nuovi talenti. È di questo periodo la prima grande saga fantascientifica Yor, il cacciatore (Henga, el cazador) su testi di Ray Collins (pseudonimo di Eugenio Zappietro), con i suoi seguiti Hor, il figlio di Yor (Hor, el temerario) e Yor e Hor. La serie riscosse tanto successo che ne fu tratto un film nel 1983: Il mondo di Yor, diretto da Antonio Margheriti. La saga è imperniata sul mistero delle origini del protagonista e il suo legame con la leggendaria Atlantide.
Nel 1976 realizzò il western Wakantanka, su testi di  Oesterheld, completati da Carlos Albiac a causa della scomparsa dello sceneggiatore. A questo fumetto seguirono gli altri principali successi del maestro argentino, quelli che gli hanno dato maggior fama: Barbara (1979) sceneggiato da Ricardo Barreiro a cui si sostituisce parzialmente anche per i testi, esordendo così come sceneggiatore; Cronache del tempo medio (1987), sceneggiato da Emilio Balcarce; Penitenciario (1989), sempre con Barreiro; Orizzonti perduti (Horizontes perdidos, 1993) e la sua prosecuzione dal titolo Falka che rappresentano la sua prima opera di autore completo (testi e disegni) che lo impegnò fino al 2003; I cacciatori del tempo (Los ladrones del tiempo, 1998) sua seconda opera da autore completo.
Nel periodo tra gli anni ottanta e novanta disegnò anche su testi di Robin Wood la space opera Starlight e la miniserie War Man scritta da Chuck Dixon e distribuita sotto l'etichetta Epic Comics (Imprint editoriale della casa editrice statunitense Marvel Comics).
Particolarmente apprezzata in Italia, l'opera di Zanotto a partire dagli anni settanta è stata quasi integralmente pubblicata dall'Eura Editoriale di Roma prima sui settimanali Lanciostory e Skorpio e successivamente ristampata più volte, in una veste più lussuosa nei volumi cartonati della collana Euracomix e in formato economico nei volumi giganti brossurati I giganti dell'avventura. Eura ha pubblicato per prima, e in esclusiva per l'Italia, Orizzonti perduti e I cacciatori del tempo.

## Stile
Lo stile di Juan Zanotto è caratterizzato da nitore del segno, cura per i particolari, grande morbidezza e naturalezza nei movimenti delle figure. Le ambientazioni fantasiose e spesso apocalittiche sono estremamente suggestive, con visuali panoramiche di grande presa. La natura dei mondi fantascientifici di Zanotto è riconoscibile per la delineazione "aliena" degli scenari in cui spesso si aggira un'umanità deforme e devastata da disastri ambientali o nucleari. L'artista argentino deve buona parte della sua notorietà alla grande abilità  nel rappresentare donne bellissime e sensuali, con una marcata preferenza per un tipo femminile con lunghi capelli scuri e forme sinuose, spesso esposte generosamente. Due tipici esempi di questo stereotipo zanottiano sono Barbara e Falka.
La sua opera di scrittore è segnata da un accentuato ecologismo: le sue trame fantascientifiche, oltre che dipanarsi in avvincenti avventure, alludono anche ai guasti all'ambiente causati dall'umanità.